# Раковицэ, Константин
Константин Раковицэ (Константин Раковица, молд. и рум. Константин Раковицэ; умер 1764) — господарь Молдавского княжества (Константин V; 1749—1753 и 1756—1757) и Валашского княжества (Константин IV; 1753—1756 и 1763—1764).

## История
До наших дней дошёл документ, датированный 8 ноября 1756 года, в котором сказано, что господарь Молдовы Константин Раковицэ дарит село Божероука Хушскому епископату, которому подчинялись все церкви Сорокского «цинута» (уезда). Видимо, в благодарность господарю за этот подарок — ближайший приток Днестра, протекавший по соседнему рву чуть севернее, назвали Раковэц (Раковицэ), как и село Раковэц, которое появилось примерно в то же время в 15 километрах юго-восточнее Сорок, на правом берегу Днестра.
В 1757 году Преподобный Василий Поляномерульский  посетил Яссы, где получил помощь для поляномерульского скита от господаря Молдавии — Константина Раковицэ.